# Strong-konkordancia
A Strong-féle konkordancia (Strong’s Exhaustive Concordance of the Bible; vagy röviden: Strong's Concordance) a keresztény Biblia Jakab király-féle Biblia (KJV) néven ismert angol fordításához készített szómutató. Nevét a Madison, New Jersey-beli Drew Teológiai Főiskola szövegmagyarázati tanszékének vezetője, dr. James Strongról kapta, aki 1890-ben mintegy száz munkatársával a KJV teljes szókészletét visszavezette az eredeti szöveghez. Ezzel a munkával az Ószövetségben használt 8674 héber szótövet és az Újszövetségben használt 5523 görög szótövet dolgozták fel.
Az eredeti nyelvű szavak mindegyikét megszámozták, ezek „Strong-számok”-ként ismertek. A fő szómutató ezeket a szavakat ábécésorrendbe szerkesztve listázza. Minden szó a Biblia szövegében való megjelenési sorrendjében, egy kis környezettel együtt van feltüntetve. A hivatkozás jobb oldalán van feltüntetve a Strong-szám. Ez a szám a könyv végén lévő szótárban az eredeti nyelv szava értelmének kikeresésére használható, vagyis követhető, hogy az eredeti szót hogyan fordították a KJV Bibliában angolra.
Megjegyzendő, hogy a görög szavak számozása 1-5624 között van, de például a 3202-3302 számok használatlanok. Emellett nem minden egyes szó számozott, hanem csak a szavak alaptöve. Például a szeretetre utaló „agapaó” 33 különböző szóalakhoz kapcsolódik.